# 構造相転移
構造相転移（こうぞうそうてんい、英語：structural phase transition）は、物質の持つ構造（その構造の状態：相）が、外的条件によって他の構造へ相転移すること。気相、液相、固相間の相転移や、結晶が対称性の異なる構造に変わる現象を構造相転移と呼ぶ。
構造相転移を引き起こす外的条件としては、温度、圧力、磁場、電場などが考えられる。